# أدريان بيريز (لاعب كرة قدم)
أدريان بيريز (بالإنجليزية: Adrien Perez)‏ هو لاعب كرة قدم أمريكي في مركز الهجوم، ولد في 13 أكتوبر 1995 في لوس أنجلوس في الولايات المتحدة. لعب مع Loyola Marymount Lions men's soccer ‏.

## وصلات خارجية
- أدريان بيريز (لاعب كرة قدم) على موقع الدوري الأمريكي (الإنجليزية)
- أدريان بيريز (لاعب كرة قدم) على موقع قاعدة بيانات كرة القدم.إي يو (الإنجليزية)
- أدريان بيريز (لاعب كرة قدم) على موقع Soccerway.com (الإنجليزية)